# 647

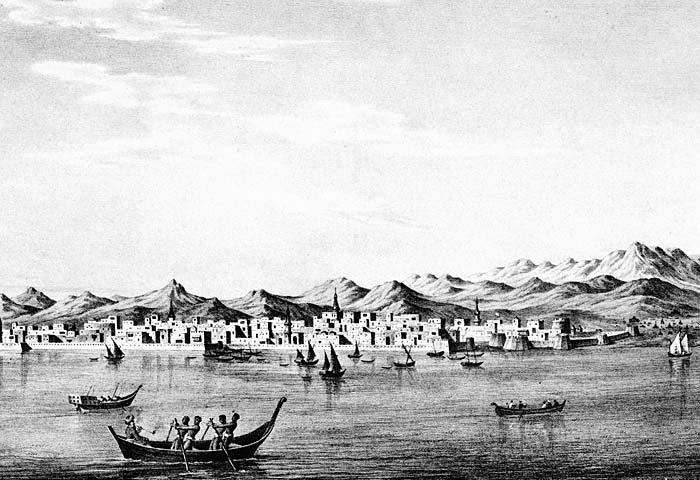
Oethman ibn Affan sticht de havenstad Djedda

Het jaar 647 is het 47e jaar in de 7e eeuw volgens de christelijke jaartelling.

## Gebeurtenissen

### Arabische Rijk
- Kalief Oethman ibn Affan sticht de stad Djedda (Arabië) aan de Rode Zee. Hij vestigt een haven voor de islamitische pelgrims die de hadj naar Mekka willen maken.

### Europa
- Koning Sigibert III benoemt Amandus tot bisschop van Maastricht. Hij begint met de kerstening van het Rijnland (Duitsland) en sticht kloosters en kerken in Noord-Frankrijk.

### Azië
- Harsha, heerser (chakravartin) van het Noord-Indische Rijk, overlijdt na een regeerperiode van 41 jaar. Het rijk valt na zijn dood uiteen in kleinere zelfstandige koninkrijken.
- Koning Songtsen Gampo laat in Lhasa het Tibetaanse klooster Jokhang bouwen. Het tempelcomplex wordt in de loop van jaren een boeddhistisch bedevaartscentrum.

## Religie
- De eerste, houten versie van de Al-Aqsamoskee op de Tempelberg in Jeruzalem komt gereed. (waarschijnlijke datum)

## Geboren
- Abbas ibn Ali, Arabisch martelaar (overleden 680)
- Suïtbertus, Angelsaksisch missionaris (waarschijnlijke datum)

## Overleden
- Æthelburga, koningin van Northumbria
- Goericus, bisschop van Metz (waarschijnlijke datum)
- Gungri Gungtsen (19), koning van Tibet
- Harsha (57), keizer van het Indische Rijk
- Richarius, Frankisch monnik (waarschijnlijke datum)
- Sulpitius de Vrome, aartsbisschop van Bourges (waarschijnlijke datum)